# 20287 Munteanu
20287 Munteanu è un asteroide della fascia principale. Scoperto nel 1998, presenta un'orbita caratterizzata da un semiasse maggiore pari a 2,4049606 UA e da un'eccentricità di 0,1830333, inclinata di 1,47896° rispetto all'eclittica.